# Hopes and Fears
| 전문가 평가          | 전문가 평가 |
| 총 점수              | 총 점수     |
| 출처                 | 점수        |
| -------------------- | ----------- |
| 메타크리틱           | 61/100      |
| 평가 점수            |             |
| 출처                 | 점수        |
| AllMusic             | [ 3 ]       |
| Blender              | [ 4 ]       |
| Entertainment Weekly | B           |
| The Guardian         | [ 6 ]       |
| The Independent      | [ 7 ]       |
| NME                  | 7/10        |
| Pitchfork            | 2.8/10      |
| Q                    | [ 10 ]      |
| Rolling Stone        | [ 11 ]      |
| Spin                 | A−          |

《Hopes and Fears》는 영국의 얼터너티브 록 밴드 킨의 데뷔 스튜디오 음반이다. 2004년 5월 10일, 영국에서 발매되었으며 발매 즉시 영국 음반 차트에서 1위를 차지했다. 2004년 시저 시스터스의 자칭 데뷔 음반에 이어 두 번째로 많이 팔린 영국 음반이었으며, 이후 영국 축음기 협회로부터 9배 플래티넘 인증을 받았다. 이 음반은 2005년 2월, 브릿 어워드 최우수 앨범상을 받은 후 차트 상위권에 복귀했다.
영국에서 270만 장 이상이 팔리면서, 《Hopes and Fears》는 영국에서 2000년대 11번째로 가장 많이 팔린 음반이다. 2011년 7월 영국에서 21세기 음반 판매량 9위에 올랐고,  2019년 9월, 현재 영국 차트 역사상 36번째로 많이 팔린 음반이다. 전세계적으로 이 음반은 2009년 11월, 현재 580만 장 이상이 팔렸다.

## 음반 정보
후속 음반과는 달리, 대부분의 곡들은 이미 음반의 구상 날짜까지 작곡되었고, 곡 〈She Has No Time〉은 1999년 경에 작곡되어 음반에 등장한 가장 초기의 작곡곡이 되었으며, 나머지는 2001년 7월 전 멤버 도미닉 스콧이 탈퇴한 직후 작곡되었다. 〈On a Day Like Today〉과 〈We Might As Well Be Strangers〉라는 곡이 2003년 경에 마지막으로 작곡되었다.
이 음반은 앤디 그린이 2003년 9월부터 크리스마스 사이에 라이주 피스마쉬의 헬리오센트릭 스튜디오에서 녹음했다. 제임스 생어는 2001년에 밴드에 참여한 이후 어떠한 녹음 세션에도 참석하지 않았다.
이 음반은 6개의 채널로 혼합되어 슈퍼 오디오 CD(SACD)로 발매되었다.
이 음반은 〈Somewhere Only We Know〉를 위해 싱글의 B-사이드로 발매된 〈Snowed Under〉라는 곡에서 그 이름을 따왔다.
할 레너드 음악은 다른 기술 수준을 위해 고안된 《Hopes and Fears》을 위한 공식적인 악보 책 두 권을 출판했다. 음악 판매 그룹은 또한 B-사이드 곡인 〈Snowed Under〉, 〈Walnut Tree〉, 〈Fly to Me〉의 악보와 함께 베이스와 드럼 트랙이 있는 두 장의 데모 CD를 포함한 책을 출판했다.

## 곡 목록
모든 곡들은 특별한 언급이 없는 한 톰 채플린, 팀 라이스 옥슬리 그리고 리처드 휴스에 의해 작사/작곡하였다.
| #   | 제목                              | 작사·작곡                                | 재생 시간 |
| --- | --------------------------------- | ---------------------------------------- | --------- |
| 1.  | 〈Somewhere Only We Know〉        |                                          | 3:57      |
| 2.  | 〈Bend and Break〉                |                                          | 3:40      |
| 3.  | 〈We Might as Well Be Strangers〉 |                                          | 3:12      |
| 4.  | 〈Everybody's Changing〉          |                                          | 3:35      |
| 5.  | 〈Your Eyes Open〉                |                                          | 3:23      |
| 6.  | 〈She Has No Time〉               | 라이스 옥슬리, 채플린, 휴스, 제임스 생어 | 5:45      |
| 7.  | 〈Can't Stop Now〉                |                                          | 3:38      |
| 8.  | 〈Sunshine〉                      | 라이스 옥슬리, 채플린, 휴스, 생어        | 4:12      |
| 9.  | 〈This Is the Last Time〉         | 라이스 옥슬리, 채플린, 휴스, 생어        | 3:29      |
| 10. | 〈On a Day Like Today〉           |                                          | 5:27      |
| 11. | 〈Untitled 1〉                    |                                          | 5:36      |
| 12. | 〈Bedshaped〉                     | 라이스 옥슬리, 채플린, 휴스, 생어        | 4:38      |

## 인증
| 국가                                                                                         | 인증        | 판매량/출하량 |
| -------------------------------------------------------------------------------------------- | ----------- | ------------- |
| 아르헨티나 (CAPIF)                                                                           | 플래티넘    | 40,000^       |
| 오스트리아 (IFPI 오스트리아)                                                                 | 골드        | 15,000*       |
| 벨기에 (BEA)                                                                                 | 플래티넘    | 50,000*       |
| 캐나다 (뮤직 캐나다)                                                                         | 플래티넘    | 100,000^      |
| 덴마크 (IFPI Danmark)                                                                        | 골드        | 20,000^       |
| 프랑스 (SNEP)                                                                                | 플래티넘    | 321,970       |
| 독일 (BVMI)                                                                                  | 골드        | 100,000^      |
| 아일랜드 (IRMA)                                                                              | 5× 플래티넘 | 75,000^       |
| 이탈리아 (FIMI)                                                                              | 골드        | 50,000*       |
| 멕시코 (AMPROFON)                                                                            | 골드        | 50,000^       |
| 네덜란드 (NVPI)                                                                              | 플래티넘    | 80,000^       |
| 노르웨이 (IFPI 노르웨이)                                                                     | 2× 플래티넘 | 80,000*       |
| 포르투갈 (AFP)                                                                               | 2× 플래티넘 | 80,000^       |
| 스페인 (PROMUSICAE)                                                                          | 플래티넘    | 100,000^      |
| 스위스 (IFPI 스위스)                                                                         | 플래티넘    | 40,000^       |
| 영국 (BPI)                                                                                   | 9× 플래티넘 | 2,871,217     |
| 미국 (RIAA)                                                                                  | 플래티넘    | 1,000,000     |
| 요약                                                                                         |             |               |
| 유럽 (IFPI)                                                                                  | 4× 플래티넘 | 4.000.000     |
| *판매량을 기반으로 한 인증 · ^출하량을 기반으로 한 인증 · 판매량+스트리밍을 기반으로 한 인증 |             |               |